# Vaux (Mozela)
Vaux – miejscowość i gmina we Francji, w regionie Grand Est, w departamencie Mozela.
Według danych na rok 1990 gminę zamieszkiwały 784 osoby, a gęstość zaludnienia wynosiła 118 osób/km² (wśród 2335 gmin Lotaryngii Vaux plasuje się na 450. miejscu pod względem liczby ludności, natomiast pod względem powierzchni na miejscu 864.).